# TV Sagres
TV Sagres é uma emissora de televisão brasileira sediada na cidade de Aparecida de Goiânia, no estado de Goiás. Opera no canal 26 (27.1 UHF digital) e é afiliada à Rede Minas, que por sua vez é afiliada à TV Brasil e TV Cultura. Era conhecida como TV Cerrado até 7 de outubro de 2018.